# Honteruskirche Elixhausen

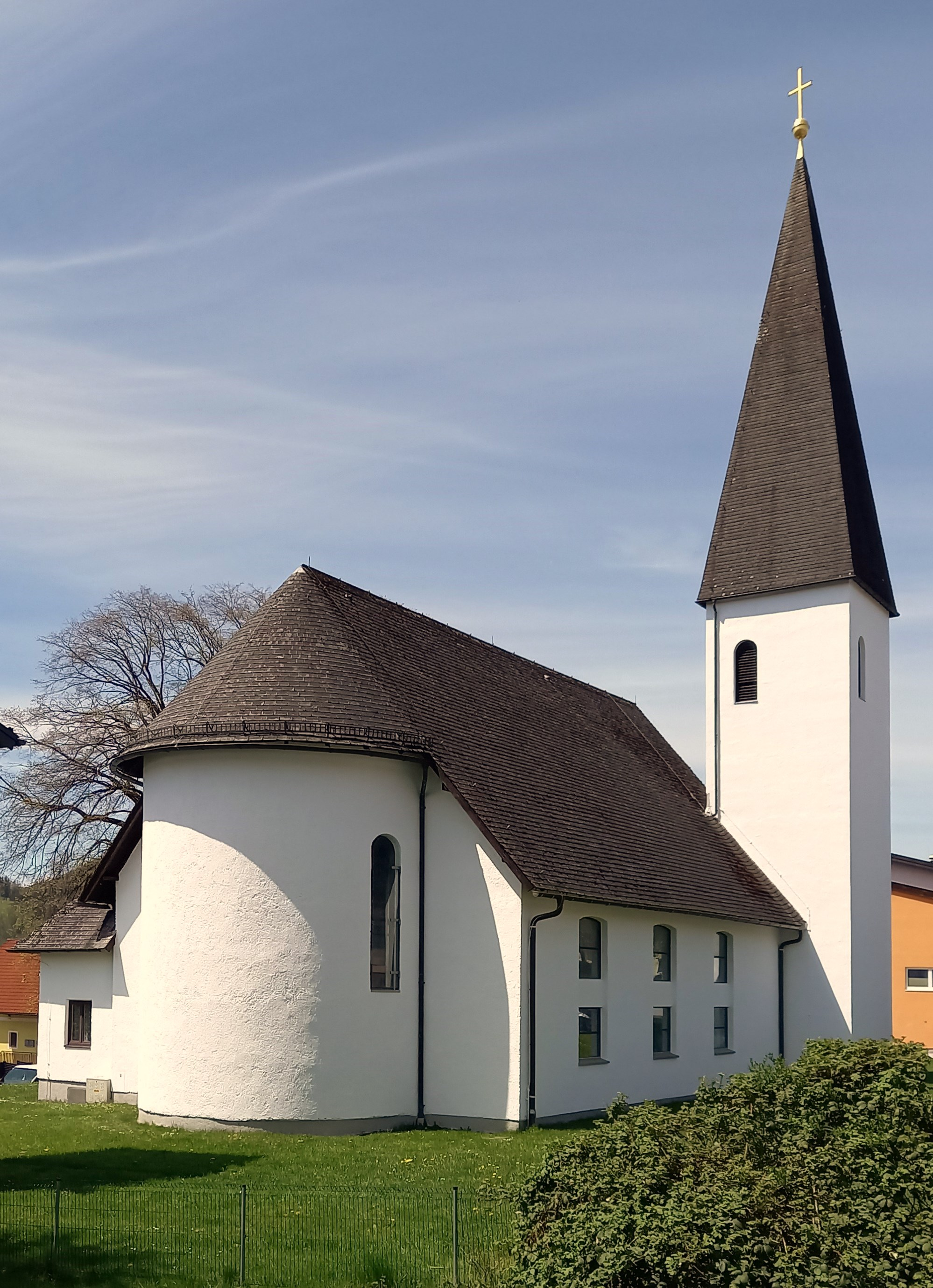
Honteruskirche Elixhausen

Die Honteruskirche ist evangelisch-lutherische Pfarrkirche von Elixhausen im Bezirk Salzburg-Umgebung im Land Salzburg. Sie gehört zur Evangelischen Superintendentur A. B. Salzburg und Tirol der Evangelischen Kirche A.B. in Österreich.

## Geschichte
Die Elixhausener Honteruskirche entstand als eine der sogenannten Siebenbürger Kirchen in der 1956 für nach dem Zweiten Weltkrieg vertriebene Siebenbürger Sachsen angelegten Siedlung Sachsenheim. Ihr Patrozinium erhielt sie nach dem Humanisten und Reformator Johannes Honterus aus Kronstadt, dessen Wirken ausschlaggebend für die Einführung der Reformation in Siebenbürgen war. Die Kirche wurde ab 1959 nach den Plänen des Architekten Kurt Glondys, eines Sohns des ehemaligen evangelischen Bischofs von Siebenbürgen Viktor Glondys, erbaut und am 24. September 1961 geweiht.

## Architektur
Die im Zentrum der Siedlung Sachsenheim erbaute Kirche erinnert in ihrem geschlossenen Außenbau mit heruntergezogenem Satteldach, einer vorgestellten Apsis und dem seitlich gesetzten Turm mit steilem Pyramidenhelm an das Erscheinungsbild eines historischen Kirchenbaus in Siebenbürgen. In ähnlicher Weise ist der Innenraum im Sinne eines abstrakten Historismus als Hallenkirche mit einem korbbogig geführten und holzverschalten Tonnengewölbe über Pfeilern, die auch die seitliche Empore tragen, gestaltet.

## Orgel
1962 erhielt die Honteruskirche eine historische Orgel, die 1881 durch G. F. Steinmeyer & Co. für die Evangelische Stadtkirche in Bad Reichenhall errichtet worden war. Das Instrument weist die folgende Disposition auf:
| Manual C–f3 |                |        |
| 01.         | Bordun         | 16′    |
| 02.         | Principal      | 08′    |
| 03.         | Viola da Gamba | 08′    |
| 04.         | Gedackt        | 08′    |
| 05.         | Salicional     | 08′    |
| 06.         | Octave         | 04′    |
| 07.         | Traversflöte   | 04′    |
| 08.         | Dolce          | 04′    |
| 09.         | Octav          | 02′    |
| 10.         | Mixtur III     | 02 ⁄3′ |

| Pedal C–d1 |         |     |
| 11.        | Subbass | 16′ |
| 12.        | Violon  | 08′ |

- Koppeln: I/P